# Оцего (Мічиган)
Оцего (англ. Otsego) — місто (англ. city) в США, в окрузі Аллеган штату Мічиган. Населення — 4120 осіб (2020).

## Географія
Оцего розташоване за координатами 42°27′24″ пн. ш. 85°41′51″ зх. д. / 42.45667° пн. ш. 85.69750° зх. д. (42.456605, -85.697491).  За даними Бюро перепису населення США в 2010 році місто мало площу 5,53 км², з яких 5,37 км² — суходіл та 0,16 км² — водойми.

## Демографія
Згідно з переписом 2010 року, у місті мешкало 3956 осіб у 1597 домогосподарствах у складі 1064 родин. Густота населення становила 715 осіб/км².  Було 1716 помешкань (310/км²).
Расовий склад населення:
| - 95,2 % — білих - 0,6 % — чорних або афроамериканців - 0,5 % — азіатів - 0,3 % — корінних американців - 1,2 % — осіб інших рас |

До двох чи більше рас належало 2,1 %. Частка іспаномовних становила 3,3 % від усіх жителів.
За віковим діапазоном населення розподілялося таким чином: 27,6 % — особи молодші 18 років, 59,3 % — особи у віці 18—64 років, 13,1 % — особи у віці 65 років та старші. Медіана віку мешканця становила 36,1 року. На 100 осіб жіночої статі у місті припадало 89,0 чоловіків;  на 100 жінок у віці від 18 років та старших — 83,7 чоловіків також старших 18 років.
Середній дохід на одне домашнє господарство  становив 48 678 доларів США (медіана — 37 004), а середній дохід на одну сім'ю — 58 457 доларів (медіана — 49 028). Медіана доходів становила 41 568 доларів для чоловіків та 32 154 долари для жінок. За межею бідності перебувало 12,1 % осіб, у тому числі 13,0 % дітей у віці до 18 років та 8,9 % осіб у віці 65 років та старших.
Цивільне працевлаштоване населення становило 1711 осіб. Основні галузі зайнятості: виробництво — 25,8 %, освіта, охорона здоров'я та соціальна допомога — 21,7 %, роздрібна торгівля — 15,4 %, мистецтво, розваги та відпочинок — 10,9 %.